# 夢みる恋人たち
『夢みる恋人たち』（ゆめみるこいびとたち）は宝塚歌劇団のミュージカル作品。花組公演。
形式名は「ミュージカル・コメディ」。8場。
1975年3月1日から3月25日まで宝塚大劇場で公演された。
併演作品は『ボン・バランス』

## 解説
※『宝塚歌劇100年史（舞台編）』の宝塚大劇場公演のページを参照。
南の島のモテモテ兄弟のココとレオ。どちらかが、20年前に行方不明になった皇太子である!?騒動に巻き込まれた兄弟を中心に、物語が繰り広げられるコメディ作品。

## スタッフ
- 作・演出：大関弘政[1]
- 音楽：中元清純[2]、中井光晴[2]
- 音楽指揮：野村陽児[2]
- 振付：岡政躬[2]、喜多弘[2]
- 装置：石浜日出雄[2]
- 衣装：静間潮太郎[2]
- 照明：今井直次[3]
- 音響・録音：松永浩志[3]
- 小道具：上田特市[3]
- 効果：中田正廣[3]
- 合唱指導：十時一夫[3]
- 演出助手：太田哲則[3]、南明[3]
- 制作：橋本雅夫[3]

## 主な配役
- ココ - 榛名由梨[1]
- レオ - 安奈淳[1]